# ネムネム
ネムネム（6月27日生まれ）は日本のイラストレーター、漫画家。
サークル名「candy paddle」で同人活動を行っている。
主に男の娘やショタを中心に作品を制作。オリジナルシリーズに「彼女ごっこ」等がある。

## 主な商業活動・作品
画集
- ネムネム作品集　オトコのコビュッフェ

イラスト展イベント等
- ネムネムイラスト展（とらのあな秋葉原C店）
- ネムネムオンリーショップ（メロンブックス・うりぼうざっか秋葉原本店）

フィギュア
- オトコの娘♂～茉央～1/4スケール（ネイティブ）

商業誌
- オトコのコHEAVEN（メディアックス）　カバーイラスト担当　2011/12～2018/8
- わぁい！（一迅社）ピンナップ担当　vol.2.3.4.5.6.7.8.9.10.11.13.14.15.16
- 好色少年（茜新社）ピンナップ担当　vol.1.2.3.4.5.6.7.8.9.10
- M meets Girl（一迅社）ピンナップ担当

挿絵
- 声優ユニットはじめました。 (ガガガ文庫)
- きみのぱんつを守りたい!（電撃文庫）
- はじめてのクソゲー (電撃文庫)
- ゆっくりしていってね（コアマガジン）

単行本
- おとこのこちっく(MDコミックスNEO78)
- ツンツンしちゃうお年頃(オークス)
- 路地裏スーベニール(電撃コミックス)

パッケージ
- オトコの娘でもい～い？（コデア）お菓子
- 男の娘のコス　ＴＹＰＥアキバアイドル（A-ONE)
- 男の娘のコス　ＴＹＰＥ看護師さん（A-ONE)
- あなぷらわぁい♂　ゆうりくんver(EXE)
- あなぷらわぁい♂　かおるくんver(EXE)
- えねましよっ！(EXE)

アニメーション
- オトコのコ♂デリバリー